# Międzyrzecze Kereszu i Maruszy

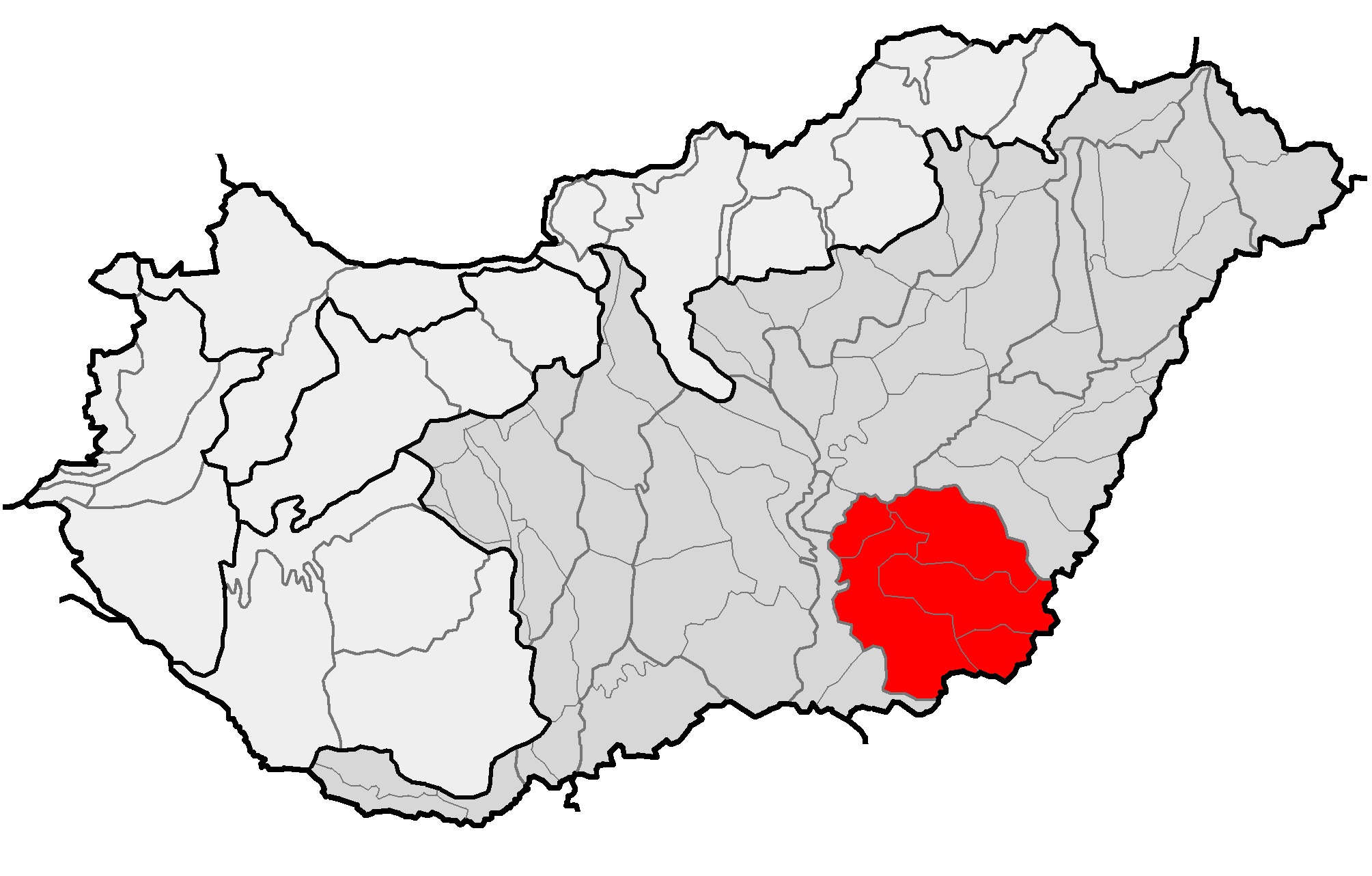
Położenie Międzyrzecza Kereszu i Maruszy na mapie Węgier

Międzyrzecze Kereszu i Maruszy (węg. Maros-Körös köze) – region geograficzny w południowo-wschodnich Węgrzech i w zachodniej Rumunii. 
Międzyrzecze Kereszu i Maruszy stanowi południową część Kraju Zacisańskiego, tzw. dolny Tiszántul. Od północy dolina Kereszu oddziela Międzyrzecze od Wielkiej Kumanii oraz od Wielkiego i Małego Sárrétu. Wschodnią granicę stanowią góry Zarand - skrajny przyczółek Gór Zachodniorumuńskich. Południową granicę, za którą leży równina Banatu, stanowi dolina Maruszy. Od wschodu międzyrzecze Kereszu i Maruszy graniczy z doliną Cisy. Część międzyrzecza Kereszu i Maruszy leżącą w granicach Rumunii geografia rumuńska nazywa równiną Kriszany (Câmpia Crișurilor) i zalicza do regionu Niziny Cisy. 
Międzyrzecze Kereszu i Maruszy stanowi nisko położoną, płaską równinę, wznoszącą się zaledwie nieco ponad terasy zalewowe Kereszu, Maruszy i Cisy. Równina ta pod względem geomorfologicznym stanowi przedłużenie Wielkiej Kumanii. Międzyrzecze Kereszu i Maruszy stanowi najbardziej monotonną krajobrazowo część Wielkiej Niziny Węgierskiej. Jedyną formą ukształtowania terenu urozmaicającą równinę są wały piaszczystych wydm. 
Dzisiejsza równina międzyrzecza Kereszu i Maruszy powstała w plejstocenie jako stożek napływowy Maruszy i jest w całości zbudowana z osadów rzecznych. Pod koniec plejstocenu na powierzchni równiny osadziły się warstwy lessu i piasku, o miąższości do 2 m, które pod wpływem stepowienia krajobrazu przeobraziły się w bardzo urodzajne czarnoziemy. Równocześnie podłoże pod tą warstwą w wielu miejscach uległo zasoleniu. Urodzajne gleby są wykorzystywane w wyjątkowo intensywnej produkcji rolnej. Region jest całkowicie pozbawiony bogactw mineralnych, natomiast obfituje w wody mineralne i termalne. 
Dla osadnictwa międzyrzecza Kereszu i Maruszy są charakterystyczne rzadko rozsiane miasta rolnicze, a między nimi - pojedyncze gospodarstwa rolne o charakterze farm (węg. tanya). Region został całkowicie wyludniony podczas okupacji tureckiej w XVI-XVII wieku, po czym zasiedlono go na nowo ludnością węgierską, rumuńską, słowacką i niemiecką. Ludność ta w części do dziś zachowała tożsamość narodową; tu znajduje się największe skupisko Słowaków na Węgrzech. Dziś międzyrzecze Kereszu i Maruszy należy do komitatów Csongrád, Békés i (w niewielkiej części na północnym zachodzie) Jász-Nagykun-Szolnok. Główne miasta regionu to Hódmezővásárhely, Orosháza, Békéscsaba, Gyula, Makó i Szentes. Przez międzyrzecze Kereszu i Maruszy przebiega magistrala kolejowa Budapeszt - Szolnok - Békéscsaba - Arad.